# Супер-нейтрон
«Супер-нейтрон» (англ. Super-Neutron) — науково-фантастичне оповідання американського письменника Айзека Азімова, вперше опубліковане у вересні 1941 року журналом «Astonishing Stories». Увійшло до збірки «Ранній Азімов» (1972).
За сюжетом, до Товариства брехунів приходить гість, який розповідає, що Землі лишилося існувати всього годину. За його словами, Сонце буде знищене зіткненням із «супер-нейтроном». І присутні виявляються не в змозі заперечити його аргументам. Лишається тільки чекати доленосного моменту аби пересвідчитись правда це чи вигадка.

## Сюжет
У 2144 році четверо друзів, які називають себе Високоповажним Товариством брехунів, щомісячно зустрічаються за обідом, протягом якого один з учасників розповідає вигадану, але правдоподібну історію. Решта членів повинні були ставити під сумнів деталі історії і зловити розповідача на брехні.
На сімнадцятій зустрічі, їх гість Гілберт Гейз просить, щоб йому дозволили розповісти історію. Він розповідає, що п'ятнадцять років тому працював астрономом і виявив майже прозору планету без гравітаційного поля, яка рухалась до Сонця по полярній осі. Гейз порівнює планету з «супер-нейтроном» і стверджує, що вона через годину зіткнеться з Сонцем і призведе до вибуху, подібного до поділу ядра урану після влучання в нього нейтрона. В результаті всі планети Сонячної системи, які нагадують електрони в атомі, будуть знищені.
Інший учасник товариства, Себастіан, заперечує. Він вважає, що зловив Гілберта на обмані, бо «супер-нейтрон» вже мали б спостерігати інші астрономи. Той наводить аргументи про неможливість відрізнити такий майже невидимий об'єкт від слабкої зорі та відсутність гравітаційного впливу. До того ж мало хто досліджує полярні області Сонячної системи. Як приклад Гілберт наводить Плутон, який цілеспрямовано шукали багато років, а знайшли майже випадково. Тоді учасник товариства Левін запитує чому «супер-нейтрон» повинен влучити точно в Сонце. Гілберт впевнено викладає свою гіпотезу, що космос наповнений «супер-нейтронами» і більшість пролітає повз зорі. Проте з часом зіткнення стає неминучим і зафіксований ним випадок просто один з безлічі.
Після розповіді Гейз роздає членам товариства шматки темної фотоплівки, щоб спостерігати за наближенням чорної цятки на фоні Сонця. Потім оголошує, що за його розрахунками планета вже зіштовхнулася з Сонцем і через вісім хвилин Земля буде зруйнована.
Коли Земля не руйнується, Гейз теоретизує, що це відбулося тому, що Сонце серед зірок подібне до рідкісного ядра кадмію серед ядер урану і здатне поглинати «супер-нейтрон» без поділу ядра.
З явним полегшенням, члени товариства обирають Гейза довічним президентом Товариства. Але оповідач відчуває, що ця історія була правдивою, тому Гейза, на його думку, потрібно дискваліфікувати.